# Ture Ivar Dahlberg
Ture Ivar Dahlberg, född 23 november 1928 i Haga församling i Göteborg, död 6 juni 1987 i Kilkenny på Irland, var en svensk trubadur och textförfattare.
Ture Ivar Dahlberg var en känd scenpersonlighet och göteborgsprofil, som kallades för Hisingens nationalskald. Han uppträdde på svenska visfestivaler och ofta på Kustens hus i Göteborg.
Under en period framträdde han under namnet Lord Lajban(s). Han var en kortvisans och mellansnackets mästare genom parodier och lustmord på genrer. Han skrev sina egna texter och oftast även melodierna, men lånade även melodier från bland annat klassiska stycken och folkmusik. Visorna var ofta samhällssatiriska; han protesterade mot miljöförstöringen och samhällsutvecklingens negativa sidor.
Han uppfann flera udda musikinstrument,  däribland "skiftarren", en jättestor skiftnyckel som han försåg med strängar och spelade på, samt "dyngbasen", en dynggrep omvandlad till elbas avsedd för "agri-kulturell" musik, och till sist ett litet fantasiinstrument som figurerar på baksidan på skivan Den blå sjåvven och som kallades för en "katarr", det vill säga en korsning av en kavaj och en gitarr. Dahlberg ligger begravd på St. Kierans kyrkogård i Kilkenny.

## Diskografi
- 1966 – Kärleken är ett kärt besvär/Livet är en sommar (EP)
- 1967 – Den blå sjåvven (LP)[5]
- 1981 – Filosofie vaktmästare och Trubadur (LP)[6]